# بیل جونز
بیل جونز (به انگلیسی: Bill Jones) بازیکن فوتبال زادهٔ ۱۳ مه ۱۹۲۱ اهل کشور انگلستان که سابقهٔ بازی در تیم ملی فوتبال انگلستان را در کارنامهٔ خود دارد. وی در تاریخ ۱۴ مه ۱۹۵۰ نخستین بازی ملی خود را در مقابل تیم ملی فوتبال پرتغال انجام داد و با حضور در ۲ بازی ملی، در تاریخ ۱۸ مه ۱۹۵۰ واپسین بازی ملی‌اش را در برابر تیم ملی فوتبال بلژیک برگزار کرد.